# Список двигателей Suzuki
Это список автомобильных двигателей, разработанных и выпускающихся японской компанией Suzuki Motor Corporation. Первый четырёхтактный двигатель — SOHC F8A, выпуск которого начался в 1977 году. Производитель Suzuki продолжал выпускать двухтактные автомобильные двигатели значительно дольше, чем любой другой японский производитель.

## Рядные двухцилиндровые двигатели

### Suzulight SF
Suzulight SF — двухтактный двигатель с воздушным охлаждением объёмом 360,88 см3. Диаметр цилиндра и ход поршня — 59 мм × 66 мм.
- 1955—1959 Suzulight SF
- 1959—1963 Suzulight 360TL / Van 360 (TL)
- 1962—1963 Suzulight Fronte TLA

### FB
- 1961—1972 — Suzuki FB — двигатель с воздушным охлаждением объёмом 359 см3[3]
- 1963—1969 — Suzuki FE/FE2 — двигатель с воздушным охлаждением объёмом 359 см3, устанавливался на переднеприводные автомобили
- 1972—1976 — Suzuki L50 — двигатель с водяным охлаждением объёмом 359 см3
- 1974—1976 — Suzuki L60 — двигатель с водяным охлаждением объёмом 446 см3 (только на экспортных рынках)

### FA/FC
FA/FC — серия двухтактных двигателей объёмом 360 см3, мощностью 19 кВт (25 л. с.). Диаметр цилиндра и ход поршня — 64 мм × 56 мм. Двигатель FC был представлен в 1961 году на LC10 Fronte.

### Daihatsu AB10
06.1977—1978 — Daihatsu AB10 — 0,55 л

### E08A
2015—2020 — см. Дизельные двигатели — 0,8 л

## Трёхцилиндровые двигатели

### C — двухтактный двигатель
- C10 — 785 см3, 70 мм × 68 мм
  - 12.1965—10.1969 Suzuki Fronte 800
- C20 — 1100 см3, 59 кВт (80 л. с.)
  - Suzuki Fronte 1100

### LC

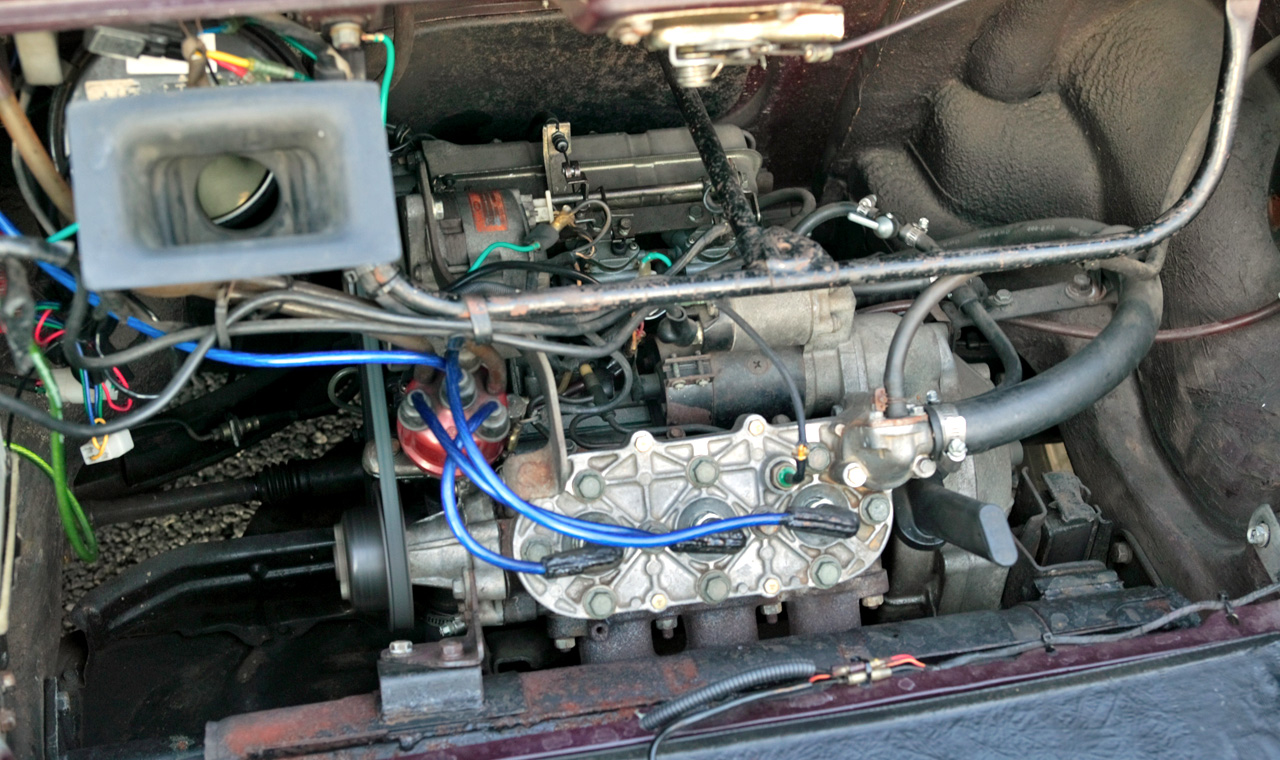
Трёхцилиндровый двигатель LC10W на Fronte Coupé

1967—1977 — Suzuki LC — 0,36—0,48 л

### FB
1975—1987 — FB — 0,54 л

### F
1980—2022 — F (три цилиндра) — 0,5—0,8 л

### G
1984—2006 — G (три цилиндра) — 1,0 л

### K
1994 — настоящее время — K (три цилиндра) — 0,7—1,0 л

### R
2011 — настоящее время — 0,7 л

### Z
2023 — настоящее время — 1,2 л

#### Z12E
Двигатель Z12E, разработанный в ноябре 2023 года, является преемником двигателя K12. Кроме классических бензиновых двигателей, выпускаются также гибридные двигатели в сочетании с блоком ISG.
- Объём: 1,2 л (1197 см3)
- Диаметр цилиндра и ход поршня: 74 мм x 92,8 мм
- Клапанный механизм: DOHC, 12 клапанов, двойной VVT
- Степень сжатия: 13,0—13,9
- Мощность: 60—61 кВт (81—82 л. с.) при 5700 об/мин
- Крутящий момент: 108—112 Н⋅м при 4500 об/мин

##### Применения
- 2023 — настоящее время Suzuki Swift
- 2024 — настоящее время Suzuki Dzire
- 2025 — настоящее время Suzuki Solio

## Четырёхцилиндровые двигатели

### F
1979 — настоящее время — F (4 цилиндра) — 0,7—1,1 л

### G
1984 — настоящее время — G (4 цилиндра) — 1,0—1,6 л

### J
1996—2019 — J (4 цилиндра) — 1,8—2,4 л

### K
1997 — настоящее время — K (4 цилиндра) — 1,0—1,5 л

### M
1999 — настоящее время — M — 1,3—1,8 л

### E15A
2019—2020 — см. Дизельные двигатели — 1,5 л

## V-образные шестицилиндровые двигатели

### H
1994—2009 — H — 2,0—2,7 л

### N
2006—2009 — N — 3,2—3,6 л

## Дизельные двигатели

### D
2006 — настоящее время — D — 1,3—2,0 л
Двигатель выпускается по лицензии Fiat/FCA:
- D13A — 1,3 л (1248 см3), 4 цилиндра
  - Suzuki Wagon R+ (Европа)
  - 2007—2013 — Suzuki SX4
  - 2009—2016 — Suzuki Splash/Maruti Suzuki Ritz
  - 2012—2019 — Suzuki Ertiga
  - 2014—2019 — Suzuki Ciaz
  - 2017—2019 — Suzuki Ignis
  - 2008—2020 — Suzuki Dzire
  - 2006—2020 — Suzuki Swift
  - 2013—2020 — Suzuki S-Cross
  - 2015—2020 — Suzuki Baleno
  - 2015—2020 — Suzuki Vitara Brezza
- D16A — 1,6 л (1598 см3), 4 цилиндра
  - 2013—2021 — Suzuki SX4 S-Cross
  - 2015 — настоящее время — Suzuki Vitara
- D19A — 1,9 л (1910 см3), 4 цилиндра
  - 2006—2009 — Suzuki SX4 (Европа)
- D20A — 2,0 л (1956 см3), 4 цилиндра
  - 2010—2014 — Suzuki SX4 (Европа)

### E
- E08A — 0,8 л (793 см3), 2 цилиндра

E08A — дизельный двигатель с коротким сроком службы, разработанный, в основном, для индийского рынка. Это двухцилиндиндровый четырёхтактный дизельный двигатель с диаметром цилиндра и ходом поршня 77 мм × 85,1 мм. Рабочий объём — 793 см3. Двигатель имеет балансирный вал, расположенный рядом с коленвалом. Полностью алюминиевый двигатель E08A имеет турбонаддув и интеркулер. Степень сжатия — 15:1, клапанный механизм — DOHC, клапанов — 8. Мощность и крутящий момент в значительной степени зависят от области применения.
- 2015—2017 Suzuki Celerio, мощность 35 кВт (47 л. с.) при 3500 об/мин, крутящий момент 125 Н⋅м при 2000 об/мин.
- 2016—2020 Suzuki Super Carry (Индия и Филиппины), мощность 24 кВт (32 л. с.) при 3500 об/мин, крутящий момент 75 Н⋅м при 2000 об/мин.

- E15A — 1,5 л (1498 см3), 4 цилиндра
  - 2019—2020 Suzuki Ciaz (Индия)
  - 2019—2020 Suzuki Ertiga (Индия)